# 日本精神衛生会
公益財団法人日本精神衛生会（こうえきざいだんほうじんにほんせいしんえいせいかい、英: Japan Association for Mental Health ; JAMH）は、広く国民のメンタルヘルスに対する関心を高め、心身の健康の向上を図るとともに、精神障害の予防及び福祉の改善促進をめざして発足した団体である。
主な事業活動は学術講演会の開催及び機関誌の発行などである。機関誌、『心と社会』『こころの健康』。